# 알렉산드루 치클더우
알렉산드루 치클더우(루마니아어: Alexandru Cicâldău, 1997년 7월 8일 ~ )는 루마니아의 축구 선수로, 현재 리가 I의 우니베르시타테아 크라이오바와 루마니아 국가대표팀에서 미드필더로 활약하고 있다.
치클더우는 비토룰 콘스탄차에서 선수 생활을 시작했고, 2018년 여름에 우니베르시타테아 크라이오바로 이적했다. 그는 리그 챔피언십에서 총 100경기 이상의 경기를 치렀고, 후자와 함께 국내 트로피 2개를 획득한 후 2021년에 갈라타사라이로 해외로 이적했다.
국제적으로, 치클더우는 2018년 3월, 이스라엘과의 친선 경기에서 루마니아 국가대표팀으로 정식 데뷔 전을 치렀다. 이듬해, 그는 U-21 국가대표팀의 모든 경기에 선발로 출전하여 UEFA U-21 축구 선수권 대회 준결승에 진출했다.

## 구단 경력

### 초기 경력 및 비토룰 콘스탄차
치클더우는 콘스탄차주 메드지디아 근처 마을인 사투누에서 자랐고 8살에 축구를 연습하기 시작했다. 마르콘 스타 메드지디아에서 처음 선수 생활을 한 후, 그는 비토룰 콘스탄차의 청소년 시설 역할을 하는 게오르게 하지 아카데미에 가입했다.
2016년 3월 31일, 18세의 나이로 ASA 트르구무레슈 원정 경기에서 비토룰 소속으로 리가 I 데뷔 전을 치렀다. 그는 2017-18년 시즌에 팀의 주전이 되었고, 모든 대회에서 38경기에 출전하여 1골을 기록했다.

### 우니베르시타테아 크라이오바
2018년 7월 6일, 치클더우는 등번호 10번을 배정받으면서 우니베르시타테아 크라이오바와 4년 계약에 동의했다. 프레스는 75만 유로에서 100만 유로 사이의 금액에 이자를 더한 금액을 보도했다. 그는 8일 후, 우니베르시타테아 크라이오바에서 첫 경기를 치렀고, CFR 클루지가 수페르코파 로므니에이에 1-0으로 승리하면서 풀매치를 치렀다.
10월 26일, 치클더우는 아스트라 지우르지우와의 리그 경기에서 첫 골을 기록하며 3-0 승리를 견인했다. 2019년 3월 31일, 그는 타이틀 경쟁팀인 FCSB와의 원정 경기에서 헤딩골을 기록하며 2-3으로 패했다. 그는 그 해 7월 18일, UEFA에서 첫 골을 기록하며 3-2로 이긴 사베일과의 UEFA 유로파리그 1차 예선 2차전 홈 경기에서 첫 골을 기록했다. 외국 팀들의 제안에 대한 오랜 추측 끝에, 그는 9월에 2025년까지 진행되는 계약 연장에 서명했다.
2020년 1월 31일, 치클더우는 가즈 메탄 메디아슈를 상대로 한 경기에서 하프타임 전에 두 골을 넣었는데, 두 번째 골은 프리킥에서 나왔고, 두 번째 골은 그의 프로 경력에서 첫 번째 골이었다. 6월 28일, 그는 두 번의 디펜딩 챔피언 CFR 클루지와의 원정 경기에서 결승골을 넣었고, 두 번의 승부차기 끝에 FCSB와의 경기에서 페널티킥을 성공시켰다. 치클더우는 마지막 홈 경기에서 크라이오바가 CFR에게 리그 우승을 내주면서 14골로 리가 I 시즌을 마감했다.
2020-21년 시즌 동안, 치클더우는 모든 대회에 42번 출전하여 12골을 모았고, 결승전에서 아스트라 지우르지우를 3-2로 이긴 후 첫 번째 국가대항전 우승을 차지했다. 2021년 7월 10일, 그는 CFR 클루지와의 수페르쿠파 로므니에이 경기에서 승부차기 끝에 4-2로 이겼다.

### 갈라타사라이
2021년 7월 24일, 치클더우는 튀르키예의 갈라타사라이와 5년 계약을 맺고 650만 유로에 보너스 200만 유로를 추가한 이적료에 합류했다. 그는 8월 16일, 2-0으로 이긴 기레순스포르와의 쉬페르리그 경기에서 데뷔 전을 치렀고, 이 경기에서 페널티킥을 성공시켰다. 9월 16일, 그는 라치오와의 유로파리그 조별 리그 홈경기에서 팀의 첫 유럽 경기를 치렀고, 1-0 승리를 거두었다.
2021년 10월 25일, 치클더우는 보다폰 아레나에서 열린 베식타시와의 더비 경기에서 1-2로 패하며 득점포를 가동했다. 한 달 후, 그는 마르세유와의 유로파리그 경기에서 전반전에 골을 터뜨리며 4-2로 패했다. 2022년 3월 17일, 그는 바르셀로나와의 같은 대회 16강전에서 갈라타사라이의 유일한 골을 도왔다.

#### 이티하드 칼바와 코니아스포르로의 임대
2022년 8월 27일, 치클더우는 아랍에미리트의 이티하드 칼바로 한 시즌 임대되었다.
2023년 8월 1일, 치클더우는 동료 쉬페르리그의 코니아스포르로 다시 임대되었다.

## 국가대표팀 경력
2018년 3월, 치클더우는 루마니아 국가대표팀에 처음으로 소집되었다. 그 달 24일, 그는 이스라엘과의 친선 경기에서 83분 교체 출전하여 데뷔 전을 치렀고, 그의 팀은 2-1로 이겼다.  그 나라를 위한 그의 첫 공식 경기는 11월 17일, 리투아니아와의 UEFA 네이션스리그 경기에서 3-0으로 패배했다.
이듬해 그는 2019년 UEFA U-21 축구 선수권 대회에 U-21 국가대표팀으로 출전해 크로아티아, 잉글랜드, 프랑스와 함께 한 조를 통과한 뒤 준결승에서 디펜딩 챔피언 독일에 밀려 탈락했다. 그는 결승전에서 4번 출전했는데, 모두 선발 출전이었다.
U-21 축구 선수권 대회가 끝난 후에도, 치클더우는 성인 국가대표팀에 계속 선발되었다. 2021년 3월 31일, 그는 12번째 경기에 출전하여 아르메니아와의 2022년 FIFA 월드컵 예선 전에서 첫 골을 기록했다. 2023년, 치클더우는 스위스와의 최종전에서 선발 출전하여 1-0으로 승리한 것을 포함하여, UEFA 유로 2024 예선 I조에 출전했다.